# Тубылов, Афанасий Ильич
Афана́сий Ильи́ч Тубылов (21 февраля 1929, Малая Кибья, Вотская автономная область — 2 января 2016, Ижевск) — советский государственный деятель, председатель Президиума Верховного Совета Удмуртской АССР (1977—1989).

## Биография

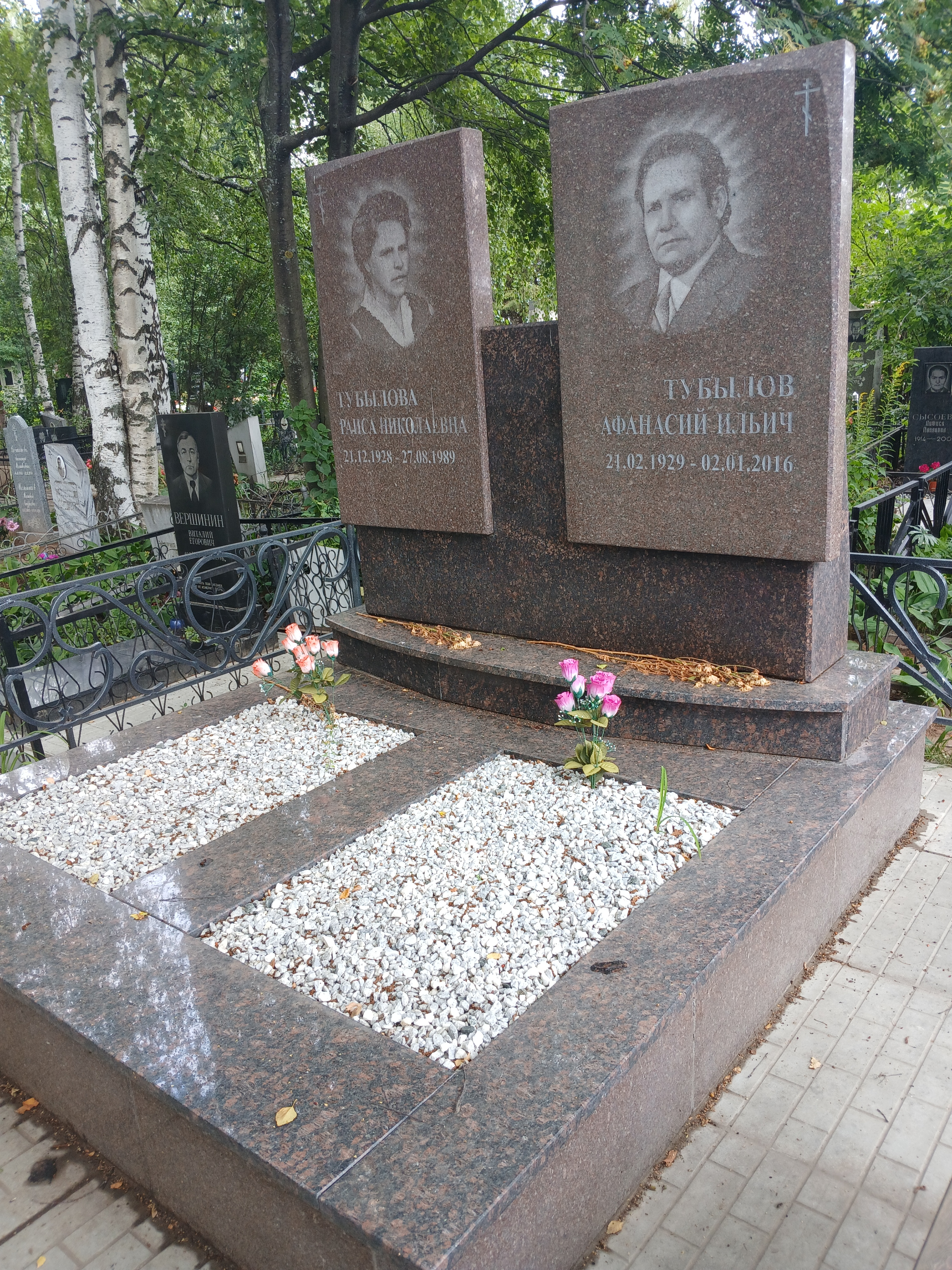
Афанасий Тубылов

Окончил Можгинское педагогическое училище, Ижевский учительский институт, Удмуртский государственный педагогический институт.
- 1946—1949 — учитель начальных классов, физики и математики, завуч Больше-Кибьинской, Бобья-Учинской семилетних школ Пычасского района Удмуртской АССР,
- 1951—1952 — учитель математики, завуч Больше-Норьинской семилетней школы Нылгинского района,
- 1952—1958 — директор Парсьгуртской семилетней школы Нылгинского района,
- 1958—1966 — директор Областновской восьмилетней школы, директор Областновского детского дома Нылгинского района,
- 1966—1967 — директор Увинской средней школы № 4,
- 1967—1974 — председатель исполкома Увинского районного Совета депутатов трудящихся,
- 1974—1977 — министр просвещения Удмуртской АССР,
- 1977—1989 — председатель Президиума Верховного Совета Удмуртской АССР, заместитель Председателя Президиума Верховного Совета РСФСР.

Депутат Верховного Совета РСФСР 10-11-го созыва. На протяжении 20 лет являлся депутатом Верховного Совета Удмуртской АССР.
С 1990 по 2000 г. — председатель Центральной избирательной комиссии Удмуртской Республики. В период его работы в республике проведено 15 избирательных кампаний и референдумов, в том числе выборы первого Президента РСФСР в июне 1991 года, референдум по принятию Конституции РФ и выборы депутатов Государственной Думы первого созыва в декабре 1993 года, первые альтернативные выборы в парламент Удмуртии и первые выборы в органы местного самоуправления.
Жил в Ижевске. Скончался 2 января 2016 года. Похоронен на Хохряковском кладбище Ижевска.

## Награды
- орден Трудового Красного Знамени,
- семь медалей, в том числе:
  - «За доблестный труд в Великой Отечественной войне 1941—1945 гг.» (1945)
  - «В ознаменование 100-летия со дня рождения Владимира Ильича Ленина» (1970)
  - «30 лет Победы в Великой Отечественной войне 1941—1945 гг.» (1975)
  - «40 лет Победы в Великой Отечественной войне 1941—1945 гг.» (1985),
- государственные награды Удмуртской Республики,
- Почётный гражданин Удмуртской Республики — за большой вклад в социально-экономическое развитие Удмуртской Республики[2]

## Комментарии
1. ↑  Починок Малая Кибья в последующем входил в состав Пычасского сельсовета Можгинского района Удмуртской АССР; не сохранился[1].